# Founders Fund
Founders Fund est une société d'investissement en capital risque basée à San Francisco en Californie. Les six partenaires du cabinet, Luke Nosek, Peter Thiel, Sean Parker, Ken Howery (en), Bruce Gibney (en), et Brian Singerman (en) ont été fondateurs ou premiers investisseurs de nombreuses entreprises telles que Facebook, PayPal, Napster, et Palantir Technologies, Space Exploration Technologies (SpaceX). 
Founders Fund est créé en 2005 et a plus de 6 milliards de dollars de capital engagé sous gestion en 2020. La société investit dans tous les secteurs, notamment l'aérospatiale, l'intelligence artificielle, l'informatique avancée, l'énergie, la santé et l'Internet grand public, avec un portefeuille qui comprend Airbnb, Lyft, Spotify, Stripe et Oscar Health.

## Histoire
L'entreprise est fondée par Peter Thiel et Ken Howery au début 2005 et lève 50 millions de dollars de fonds de placement provenant d’entrepreneurs individuels et d'investissements particuliers en janvier de cette année.  
En 2006, Sean Parker, un des cofondateurs de Napster et ex-président de Facebook, ainsi que Luke Nosek, deviennent partenaires de gestion. En 2007, l’entreprise lève 220 millions de dollars de financement. En 2010, une troisième levée de fonds de 250 millions de dollars est engagée , suivie en 2011 d'une quatrième levée de 625 millions de dollars l'année suivante,.

## Fondateurs
Elle est constituée de membres de la « mafia Paypal », composée d'anciens employés et fondateurs de l'entreprise PayPal qui ont depuis fondé et développé de multiples sociétés technologiques, souvent en collaboration. Ces membres sont :
- Peter Thiel, fondateur et ancien PDG et président de PayPal
- Luke Nosek, fondateur et ancien vice-président de PayPal
- Ken Howery, fondateur et ancien directeur financier de PayPal
- Sean Parker, ancien président de Plaxo et Facebook, intègre Managing Partner (à partir du moment où il quitte Facebook en 2008) jusqu'en 2011, au poste de directeur général associé.
- Bruce Gibney
- Brian Singerman